# لبنان (فيرجينيا)
لبنان (بالإنجليزية: Lebanon, Virginia)‏ هي بلدة أمريكية تقع في الولايات المتحدة في مقاطعة روسيل (فيرجينيا). يقدر عدد سكانها بـ 3,424 نسمة ومساحتها 10.6 كم2 وترتفع عن سطح البحر 628 متر.

## التركيبة السكانية
حدّد مكتب تعداد الولايات المتحدة بيانات التركيبة السكانية للبنان في تعداد الولايات المتحدة. في ما يلي، التركيبة السكانية حسب تعدادي 2000 و2010.

### تعداد عام 2000
بلغ عدد سكان لبنان 3,273 نسمة بحسب تعداد عام 2000، وبلغ عدد الأسر 1,420 أسرة وعدد العائلات 886 عائلة مقيمة في البلدة. في حين سجلت الكثافة السكانية 261.4 نسمة لكل كيلومتر مربع (677.0/ميل2). وبلغ عدد الوحدات السكنية 1,548 وحدة بمتوسط كثافة قدره 123.6 لكل كيلومتر مربع (320.1/ميل2).
وتوزع التركيب العرقي للبلدة بنسبة 95.54% من البيض و3.73% من الأمريكيين الأفارقة و0.12% من الأمريكيين الأصليين و0.09% من الأعراق الأخرى و0.52% من عرقين مختلطين أو أكثر و0.34% من الهسبانيون أو اللاتينيون من أي عرق.
بلغ عدد الأسر 1,420 أسرة كانت نسبة 27.2% منها لديها أطفال تحت سن الثامنة عشر تعيش معهم، وبلغت نسبة الأزواج القاطنين مع بعضهم البعض 45.4% من أصل المجموع الكلي للأسر، ونسبة 13.9% من الأسر كان لديها معيلات من الإناث دون وجود شريك،  بينما كانت نسبة 3.1% من الأسر لديها معيلون من الذكور دون وجود شريكة وكانت نسبة 37.6% من غير العائلات. تألفت نسبة 35.4% من أصل جميع الأسر من عدة أفراد يعيشون في نفس المنزل ونسبة 16.6% كانت تتألف من شخص يعيش بمفرده يبلغ من العمر 65 عاماً أو أكثر. وبلغ متوسط حجم الأسرة المعيشية 2.14، أما متوسط حجم العائلات فبلغ 2.76.
بلغ العمر الوسطي للسكان 41.2 عاماً. وكانت نسبة 19.6% من القاطنين تحت سن الثامنة عشر، وكانت نسبة 7% بين الثامنة عشر والرابعة والعشرين عاماً، ونسبة 23.7% كانت واقعةً في الفئة العمرية ما بين الخامسة والعشرين والرابعة والأربعين عاماً، ونسبة 25.1% كانت ما بين الخامسة والأربعين والرابعة والستين، ونسبة 17.6% كانت ضمن فئة الخامسة والستين عاماً فما فوق. يوجد لكل 100 أنثى 82.2 ذكر، ويوجد لكل 100 أنثى في الثامنة عشر من عمرها فما فوق 76.5 ذكر.
بلغ متوسط دخل الأسرة في البلدة 27,750 دولارًا، أما متوسط دخل العائلة فبلغ 35,750 دولارًا. وكان متوسط دخل الذكور 29,583 دولارًا مقابل 23,989 دولارًا للإناث. وسجل دخل الفرد الخاص بالبلدة 16,678 دولارًا. وكانت نسبة 15.3% من العائلات ونسبة 20.6% من السكان تحت خط الفقر، وكان من هؤلاء نسبة 33.1% تحت سن الثامنة عشر ونسبة 11.9% في الخامسة والستين من العمر وما فوق.

### تعداد عام 2010
بلغ عدد سكان لبنان 3,424 نسمة بحسب تعداد عام 2010، وبلغ عدد الأسر 1,507 أسرة وعدد العائلات 884 عائلة مقيمة في البلدة. في حين سجلت الكثافة السكانية 273.5 نسمة لكل كيلومتر مربع (708.4/ميل2). وبلغ عدد الوحدات السكنية 1,681 وحدة بمتوسط كثافة قدره 134.3 لكل كيلومتر مربع (347.8/ميل2).
وتوزع التركيب العرقي للبلدة بنسبة 94.66% من البيض و2.89% من الأمريكيين الأفارقة و0.26% من الأمريكيين الأصليين و0.88% من الأمريكيين ذوي الأصول الآسيوية و0.47% من الأعراق الأخرى و0.85% من عرقين مختلطين أو أكثر و1.43% من الهسبانيون أو اللاتينيون من أي عرق.
بلغ عدد الأسر 1,507 أسرة كانت نسبة 27.1% منها لديها أطفال تحت سن الثامنة عشر تعيش معهم، وبلغت نسبة الأزواج القاطنين مع بعضهم البعض 41% من أصل المجموع الكلي للأسر، ونسبة 14.1% من الأسر كان لديها معيلات من الإناث دون وجود شريك،  بينما كانت نسبة 3.6% من الأسر لديها معيلون من الذكور دون وجود شريكة وكانت نسبة 41.3% من غير العائلات. تألفت نسبة 36.5% من أصل جميع الأسر من عدة أفراد يعيشون في نفس المنزل ونسبة 16.9% كانت تتألف من شخص يعيش بمفرده يبلغ من العمر 65 عاماً أو أكثر. وبلغ متوسط حجم الأسرة المعيشية 2.17، أما متوسط حجم العائلات فبلغ 2.84.
بلغ العمر الوسطي للسكان 40.5 عاماً. وكانت نسبة 21% من القاطنين تحت سن الثامنة عشر، وكانت نسبة 8.2% بين الثامنة عشر والرابعة والعشرين عاماً، ونسبة 26% كانت واقعةً في الفئة العمرية ما بين الخامسة والعشرين والرابعة والأربعين عاماً، ونسبة 24.7% كانت ما بين الخامسة والأربعين والرابعة والستين، ونسبة 20% كانت ضمن فئة الخامسة والستين عاماً فما فوق. وتوزع التركيب الجنسي للسكان بنسبة 46.5% ذكور و53.5% إناث.